# Howard Island (Palmer-Archipel)
Howard Island ist eine Insel im westantarktischen Palmer-Archipel. Im östlichen Abschnitt der Joubin-Inseln liegt sie unmittelbar südlich von Hartshorne Island.
Das Advisory Committee on Antarctic Names benannte sie 1975 nach Judson R. Howard (1923–1989), Maat auf der RV Hero im Dienst der National Science Foundation auf ihrer Antarktisfahrt zur Palmer-Station im Jahr 1968.